# Linha 12 do Metropolitano de Paris

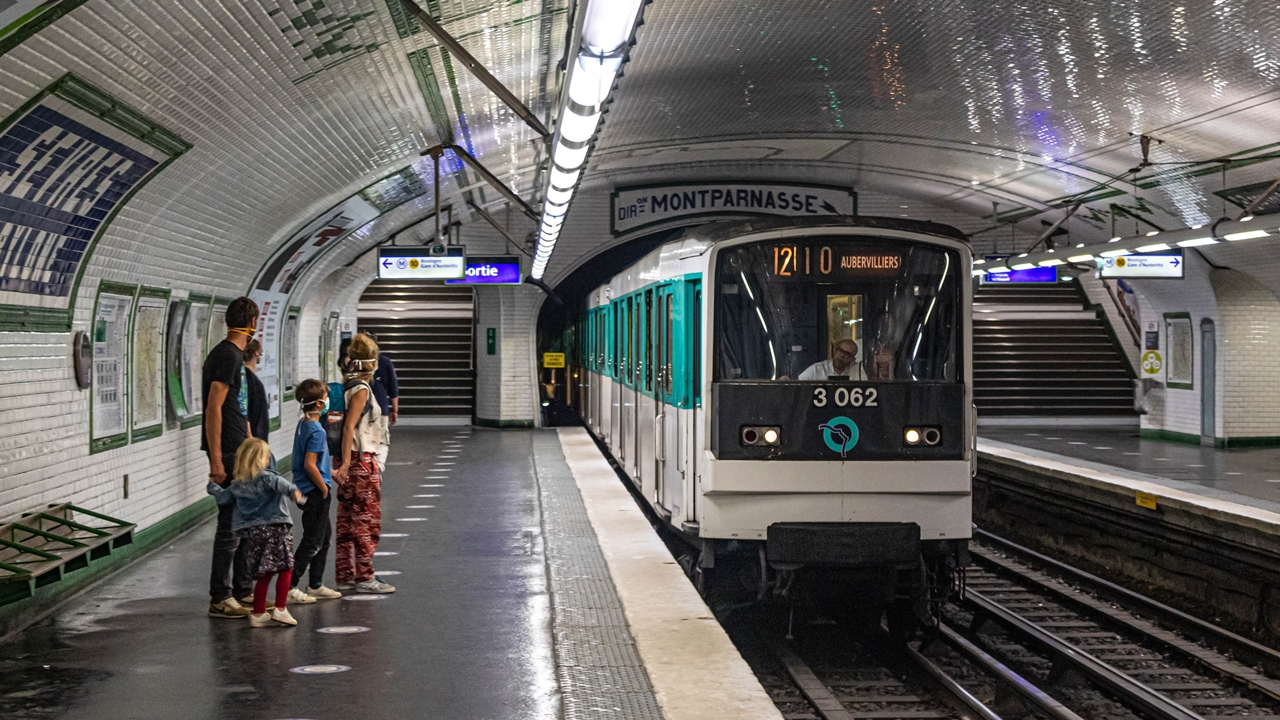
Trem MF 67 na estação Sèvres - Babylone.

A Linha 12 do Metropolitano de Paris é uma das linhas de Metrô de Paris. A linha vai de Mairie d'Aubervilliers a Mairie d'Issy.

## História
A Linha 12 foi inaugurada em 1910 como Linha A da Companhia Nord-Sud. Originalmente ia de Porte de Versailles a Notre-Dame-de-Lorette. Em 1916 a linha ia de Porte de la Chapelle a Porte de Versailles. Em 1930, a Nord-Sud faliu e foi incorporada à CMP, e a linha se tornou a Linha 12. Em 1934 ela se estendeu para Mairie d'Issy em Issy-les-Moulineaux. Em 2012 ela se estendeu para Front Populaire em Aubervilliers.

## Estações

Plano da linha.

- Mairie d'Aubervilliers
- Aimé Césaire
- Front Populaire
- Porte de la Chapelle
- Marx Dormoy
- Marcadet - Poissonniers
- Jules Joffrin
- Lamarck - Caulaincourt
- Abbesses
- Pigalle
- Saint-Georges
- Notre-Dame-de-Lorette
- Trinité - d'Estienne d'Orves
- Saint-Lazare
- Madeleine
- Concorde
- Assemblée Nationale
- Solférino
- Rue du Bac
- Sèvres - Babylone
- Rennes
- Notre-Dame-des-Champs
- Montparnasse – Bienvenüe
- Falguière
- Pasteur
- Volontaires
- Vaugirard
- Convention
- Porte de Versailles
- Corentin Celton
- Mairie d'Issy

## Extensão
A linha se estenderá a Mairie d'Aubervilliers passando por Aimé Césaire em Aubervilliers.
A Linha 12 tem projetos de extensão para La Courneuve e a estação Issy RER em Issy-les-Moulineaux.

## Turismo
A linha 12 atravessa Paris de norte a sul e serve vários locais de animação, monumentos e bairros turísticos, sendo que os principais são:
- o bairro popular de la Goutte-d'Or;
- a Butte Montmartre e a Basílica de Sacré Cœur;
- o bairro da Nouvelle Athènes;
- a Gare Saint-Lazare e seu bairro;
- a Igreja de la Madeleine;
- o Palácio Bourbon, sede da Assembleia Nacional;
- o Museu de Orsay;
- o Bon Marché, célebre grand magasin de Paris;
- a Gare Montparnasse, sua torre e seu bairro;
- o Centro de exposições de Paris na Porte de Versailles.